# Pseudargyrotoza
Genre
Pseudargyrotoza est un genre de petits lépidoptères (papillons) de la famille des Tortricidae, de la sous-famille des Tortricinae, de la tribu des Euliini.

## Seule espèce européenne
- Pseudargyrotoza conwagana (Fabricius, 1775)